# Баринова, Елена Викторовна
Еле́на Ви́кторовна Ба́ринова (род. 25 сентября 1969, Москва) — русская поэтесса. Член Союза писателей Москвы.

## Образование
Окончила  в 1992 году Московский инженерно-физический институт  (с 2009 года — Национальный исследовательский ядерный университет «МИФИ»)  факультет экспериментальной и теоретической физики.
Юридический факультет Международной Академии Маркетинга (1999), Российскую школу частного права при ИЦЧП при Президенте РФ (2001).

## Награды
Лауреат премии журнала «Кольцо А» за 2000 год в рубрике «Дебют», лауреат премии им. Марины Цветаевой, участник второго Форума молодых литераторов России в Липках (2002).

## Книги стихов
- Во сне и наяву. — М.: Московский рабочий, 2001.
- Слишком много о любви. — М.: Художественная литература, 2003.
- Жернова. — М.: Водолей Publishers, 2005.